# 浅中公園
浅中公園（あさなかこうえん）は、岐阜県大垣市にある都市公園（運動公園）である。浅中公園総合グラウンドともいい、多目的運動公園となっている。通称「アスピック」（Asanaka Athletic Park Inter Colosseumの略）。
陸上競技場、球技場、野球場、ソフトボール場、多目的広場がある。スポーツ施設としては、準県営施設の扱いである。
FC岐阜の公式試合が年1、2回開催されていた。現在はJリーグの開催基準の問題上、トップチームの本拠地開催は不可となっているが、2013年にJ2リーグの試合が1試合だけ特例開催された。

## 沿革
- 1987年（昭和62年）10月1日 - 完成

## 施設概要

### 陸上競技場・球技場
全天候型陸上競技場・球技場であり、日本陸上競技連盟第3種公認である。1周400 m（8コース）、直走路115 m（8コース）を有す。陸上競技のほか、サッカー、ラグビー等の球技に使用可能。かつての西濃運輸サッカー部、あるいはFC岐阜がホームゲームを行っていた。2013年9月22日(日）34節ガイナーレ鳥取戦が開催された。
- 面積：20,200 m2
- メインスタンド：3,000人収容
- 芝生スタンド：2,000人収容

Jリーグ開催時収容人員 メインスタンド+芝生スタンド4,300人

### 野球場
外野は総天然芝。日本女子ソフトボールリーグの公式戦の試合会場としても使用されている。
- 面積：13,381 m2
- 両翼99.5 m
- 中堅122.0 m

### ソフトボール場
外野は総天然芝。日本女子ソフトボールリーグ所属の大垣ミナモの練習場としても使用されている。
- 両翼：70 m
- 中堅：85 m

### 多目的広場
天然芝の広場。サッカー、ラグビー等に使用される。
- 面積：11,500 m2
- スタンド：約500人収容
- 芝生スタンド：約700人収容

## 所在地
- 岐阜県大垣市浅中2丁目11番地1

## 交通

### 道路
- 名神高速道路大垣ICより約2 km。

### 交通機関
- 養老鉄道養老線大外羽駅より徒歩10分。

## その他
- 大垣南高校は浅中公園に隣接しており、部活動で使用することがある。